# 古巴鹤
古巴鹤是生存于更新世古巴，加勒比海的一种巨型的鹤。